# Nhóm ngôn ngữ Boro-Garo
Nhóm ngôn ngữ Boro–Garo là một nhóm ngôn ngữ Hán-Tạng, nói chủ yếu ở Đông Bắc Ấn Độ và Bangladesh.
Nhóm Boro–Garo chia làm bốn nhóm con: Boro, Garo, Koch, Deori. Trong lịch sử, các ngôn ngữ Boro–Garo từng có mặt khắp thung lũng Brahmaputra cũng như nơi ngày nay là miền bắc Bangladesh. Có khả năng ngôn ngữ Boro-Garo từng là lingua franca của thung lũng Brahmaputra trước khi bị tiếng Assam lấn át.

## Nhánh
Các ngôn ngữ Boro–Garo là:
- Nhánh Bodo: Bodo (Boro), Dimasa, Tiwa, Kokborok (Tripura), Kachar
- Nhánh Garo: Garo, Megam
- Nhánh Koch: Atong, Koch, Ruga, Rabha
- Deori-Chutia, Moran

Tiếng Hajong cổ có lẽ là một ngôn ngữ Bodo–Garo.
| Tên LSI | Tên ngày nay:  |
| ------- | -------------- |
| Bodo    | Boro           |
| Lalung  | Tiwa           |
| Dimasa  | Dimasa         |
| Garo    | Garo           |
| Rabha   | Rabha          |
| Tipura  | Kokborok       |
| Chutiya | Deori          |
| Moran   | Moran (tử ngữ) |

Tiếng Boro là ngôn ngữ đồng chính thức của bang Assam (cùng tiếng Assam và tiếng Bengal). Kokborok (tiếng Tripura) là ngôn ngữ đồng chính thức của bang Tripura (cùng với tiếng Anh và tiếng Bengal). Tiếng Garo là ngôn ngữ đồng chính thức của Meghalaya (cùng với tiếng Khasi). Tiếng Megam nhận ảnh hưởng từ các ngôn ngữ Khasi, còn tiếng Deori-Chutia chịu ảnh hưởng của tiếng Mishmi Idu
Ngôn ngữ trong nhóm này có thứ tự từ chủ-tân-động (SOV). Trong khi nói, trật tự có thể thay đổi, nhưng sự phân biệt danh–đối luôn được thể hiện bằng tiểu từ đặt sau danh-đại từ. Ngôn ngữ này cũng gắn loại từ vào trước số từ bổ nghĩa cho danh từ. Thì, thể, thức được thể hiện bằng hậu tố động từ.

## Ngôn ngữ
Mối quan hệ giữa nhóm Boro–Garo với nhóm Konyak và Jingphaw gợi nên ý kiến rằng ngôn ngữ Boro-Garo nguyên thủy đến Assam từ nơi nào đó về phía đông bắc. Còn có đề xuất rằng ngôn ngữ Boro-Garo nguyên thủy từng là lingua franca của nhiều cộng đồng ngôn ngữ khác nhau, một bộ phận trong số đó đều lấy nó làm bản ngữ, rồi dần được creole hoá.

## Phân loạt

### Joseph & Burling (2006)
Joseph & Burling (2006:1-2) chia nhóm Boro–Garo ra làm bốn phân nhóm (ở trên). Wood (2008:6) cũng chấp nhận phân loại này.
- Bodo: Boro, Kokborok, Tiwa
- Garo
- Koch: Koch, Rabha, Wanang, Atong, Ruga
- Deori-Chutia

### Jacquesson (2017)
Jacquesson (2017:112) phân loại nhóm Bodo-Garo như sau. Có ba nhánh được công nhận (Tây, Trung, Đông). Nhánh Koch và Garo gộp chung thành Bodo-Garo Tây.
- Tây
  - Garo
  - Rabha, Kóch
- Trung (Bodo)
  - Boro, Mech, Tiwa (Lalung)
  - Bru
  - Dimasa
  - Kokborok
- Đông
  - Deori-Chutia, Moran

Jacquesson (2017) tin rằng nhóm Boro–Garo đến từ phía đông nam, ghi nhận thêm nét tương đồng với nhóm ngôn ngữ Zeme và Kuki-Chin.

## Phục dựng
Joseph and Burling (2006) và Wood (2008) đã phục dựng ngôn ngữ Bodo–Garo nguyên thủy

## Ngôn ngữ tham khảo
1. ↑  Còn gọi là nhóm ngôn ngữ Boro-Konyak-Jingpho hay nhóm ngôn ngữ Brahmaputra.
2. ↑  Nordhoff, Sebastian; Hammarström, Harald; Forkel, Robert; Haspelmath, Martin, biên tập (2013). "Bodo-Garo". Glottolog. Leipzig: Max Planck Institute for Evolutionary Anthropology.
3. 1 2 3  Jacquesson, François and van Breugel, Seino (2017). "The linguistic reconstruction of the past: The case of the Boro-Garo languages." In Linguistics of the Tibeto-Burman Area, 40, 90-122.doi:10.1075/ltba.40.1.04van [Note: English translation of the French original: Jacquesson, François (2006). ‘La reconstruction linguistique du passé: Le cas des language Boro-Garo’. Bulletin de la Société de Linguistique de Paris 101(1): 273–303.]
4. ↑  Wood 2008, tr. 7.
5. ↑  (DeLancey 2012:13)
6. ↑  "Briefly, I propose, following a suggestion by Burling (2007), that the Proto-Bodo-Garo first as a lingua franca used for communication across the various linguistic communicates of the region and its striking simplicity and transparency reflect a period when it was widely spoken by communities for whom it was not a native language." (DeLancey 2012:3)
7. ↑  (DeLancey 2012:5)